# Blood (OSI)
Blood è il terzo album discografico in studio del gruppo musicale statunitense OSI, pubblicato nel 2009.

## Tracce
1. The Escape Artist – 5:51
2. Terminal – 6:29
3. False Start – 3:04
4. We Come Undone – 4:03
5. Radiologue – 6:05
6. Be The Hero – 5:51
7. Microburst Alert – 3:49
8. Stockholm – 6:41
9. Blood – 5:24
10. No Celebrations – 6:28

## Formazione
- Kevin Moore - voce, tastiere
- Jim Matheos - chitarra, basso, tastiere
- Gavin Harrison - batteria

## Ospiti
- Mikael Åkerfeldt - voce in Stockholm
- Tim Bowness - voce in No Celebrations